# Шлезингер, Сигизмунд
Сигизмунд Шлезингер (точнее Зигмунд; 15 июня 1832, Ваг-Нейштадт, ныне Нове-Место-над-Вагом, Словакия — 7 марта 1918, Вена) — австрийский журналист и драматург.
Учился и прожил большую часть жизни в Вене. В 1855—1867 годах писал театральные рецензии и фельетоны в венской газете Morgenpost, с 1863 года — в Fremder Blatt, в 1867—1887 годах — в Neuer Wiener Tageblatt.
В качестве драматурга с большим успехом выступил одноактными пьесами: In den Rauschwolken и Mit der Feder. Затем его талантливые и весёлые пьески Gustel von Blasewitz, Wenn man nicht tanzt, Ein Opfer der Wissenschaft, Die Schraube des Glücks обошли многие австрийские и германские сцены. Шлезингер поставил, хотя и с меньшим успехом, и несколько больших драм: Die Schwestern von Rudolstadt (1864), Das Trauerspiel des Kindes (1876), Zahlen beweisen (1883) и другие.